# Aeroporto Internazionale di Tulsa
L'Aeroporto Internazionale di Tulsa è un aeroporto situato a 8 km a nord est di Tulsa Oklahoma, negli Stati Uniti d'America.